# Anton Heldwein

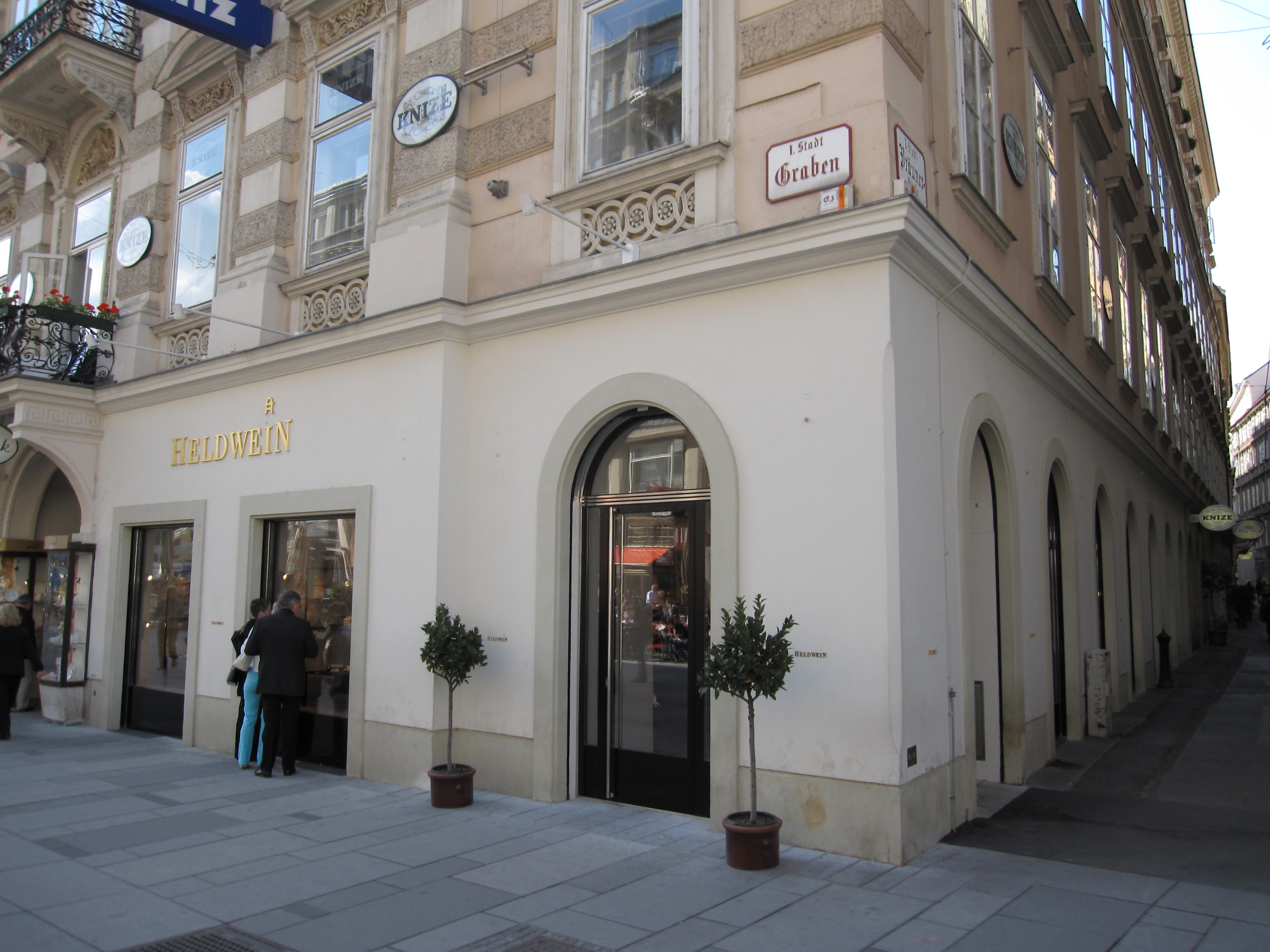
Heldwein am Graben in Wien

Der Juwelier Anton Heldwein zählt seit seiner Gründung im Jahre 1902 zu den renommiertesten Juwelieren in Österreich. Das Stammgeschäft befindet sich am Graben 13/Bräunerstraße im 1. Wiener Gemeindebezirk Innere Stadt.

## Geschichte
Die Familie Heldwein stammte wahrscheinlich aus Neustadt an der Weinstraße in der Pfalz. Anton Heldwein (1865–1937) wurde bei der Wiener Firma Gebrüder Schwippel zum Goldschmied von 1879 bis 1883 ausgebildet und war dann als Meister und Geschäftsführer beim Juwelier Julius Hügler tätig. 1902 fasste er den Entschluss, sich gemeinsam mit seiner Frau Charlotte selbständig zu machen. Charlotte Heldwein war eine geborene Siess und stammte damit selbst aus einer einflussreichen Wiener Juweliersfamilie, die wahrscheinlich die nötige Unterstützung brachte.
Bereits im Jahr der Gründung war Heldwein bei der Winterausstellung im k.k. Österreichischen Museum für Angewandte Kunst mit einem eigenen Stand vertreten. Heldwein entwarf viele seiner Werke selbst, arbeitete aber auch eng mit namhaften Künstlern der Wiener Werkstätte zusammen wie Otto Prutscher, Franz Delavill, Karl Witzmann und Dagobert Peche. Der kometenhafte Aufstieg des Hauses bescherte Heldwein schließlich 1906 den Titel eines k.u.k. Hofjuweliers. Der Hauptkunde war aber Erzherzog Franz Ferdinand von Österreich-Este, der bei Heldwein gerne kleine Geschenke wie silberne Bilderrahmen in Auftrag gab. Vermutlich war die Nähe zum Thronfolger einer der Gründe warum Heldwein so schnell den Hoflieferantentitel erlangen konnte.
Nach dem Tod des alten Heldwein übernahm sein Sohn Hans die Geschäfte. Während des Zweiten Weltkrieges musste Hans an die Front, sein Bruder Walter leitete die Geschäfte. 1940 zog das Geschäft von der Milchgasse an seinen heutigen Standort Graben/Bräunerstraße um. 1945 wurde das Geschäft von russischen Soldaten komplett geplündert, das Unternehmen konnte sich nur mühsam wieder aufrichten. 1971 übernahm Karl Hans Heldwein die Geschäfte; sein Sohn Anton leitet es heute in der vierten Generation.
Das Geschäft bietet neben dem traditionellen Sortiment von Juwelen und Goldschmuck auch Uhren und Silberwaren sowie Service an. Nachbildungen der Wiener Werkstätte bietet Heldwein ebenfalls an.